# Tours-en-Vimeu
Tours-en-Vimeu là một xã ở tỉnh Somme, vùng Hauts-de-France, Pháp.

## Địa lý
Thị trấn này có cự ly khoảng 8 miles về phía tây nam của Abbeville, trên đường D22.

## Dân số
| 1962                                                  | 1968 | 1975 | 1982 | 1990 | 1999 |
| ----------------------------------------------------- | ---- | ---- | ---- | ---- | ---- |
| 628                                                   | 660  | 594  | 622  | 736  | 722  |
| Số liệu dân số từ năm 1962, dân số không tính hai lần |      |      |      |      |      |